# Giovanni Pacini
Giovanni Pacini (ur. 17 lutego 1796 w Katanii, zm. 6 grudnia 1867 w Pescii) – włoski kompozytor i pedagog; jeden z najpopularniejszych twórców opery włoskiej I poł. XIX wieku.

## Życiorys
Studia muzyczne rozpoczął u swojego ojca (znanego tenora). Mając 12 lat wyjechał do Bolonii, gdzie uczył się śpiewu u Luigiego Marchesiego i kompozycji u Stanislao Matteiego. W latach 1809–1812 studiował w Wenecji kontrapunkt pod kierunkiem Bonaventury Furlanetta.
W 1821 został kapelmistrzem na dworze księżniczki Marii Luizy Burbon-Parmeńskiej w  Lukce. W latach 1822–1823 zastąpił Gioacchina Rossiniego na stanowisku dyrektora teatrów muzycznych w Neapolu. Kontrakt ten wymagał od Paciniego skomponowania dwóch oper rocznie.
W 1837 wrócił jako kapelmistrz na dwór arcyksiążęcy w Lukce, ale po na trzech latach zrezygnował i skupił się na twórczości operowej. Swoje opery wystawiał w największych włoskich teatrach operowych m.in. w Neapolu, Florencji, Padwie, Pizie, Palermo, Rzymie, a  także w Mediolanie i Wiedniu.
Prowadził też działalność pedagogiczną w Viareggio, Florencji, Pescii i Parmie, gdzie w 1842 został mianowany dyrektorem nowej szkoły muzycznej, jednoczącej wszystkie szkoły muzyczne  w księstwie i której był patronem przez blisko 60 lat (od śmierci w 1867 do 1924).

## Twórczość
W muzyce operowej formą i melodyką nawiązywał początkowo do twórczości Rossiniego. Jednak po 1840 zmienił styl na bardziej dramatyczny. Zrezygnował wówczas ze względnie diatonicznego języka harmonicznego, eksperymentując z nagłymi modulacjami dla zwiększenia ekspresji lirycznych partii melodycznych. Wzbogacił również instrumentację i rozbudował ansamble kosztem części solowych. Tym samym stał się prekursorem stylu rozwiniętego później przez Giuseppe Verdiego.
Pacini stworzył około 90 oper. Był jednym z najpopularniejszych włoskich kompozytorów operowych I poł. XIX wieku, choć – w opinii współczesnych muzykologów – oryginalnością i talentem nie dorównywał Rossiniemu, Donizettiemu czy Belliniemu. Jego najwybitniejszym dziełem jest opera Saffo, wystawiona po raz pierwszy w Neapolu w 1840.
Poza twórczością operową skomponował też symfonię Dante (1863), utwory kameralne (6 kwartetów, oktet, 3 tria), 19 kantat okolicznościowych do tekstów świeckich oraz utwory religijne (9 oratoriów, msze, psalmy nieszporne, hymny, motety). Opublikował też kilka prac z zakresu historii i historii muzyki.

## Wybrane opery
- 1813: Annetta e Lucindo, farsa comica
- 1817: Adelaide e Comingio, melodramma semiserio
- 1818: Il barone di Dolsheim, melodramma
- 1819: La sposa fedele, melodramma semiserio
- 1819: Il falegname di Livonia, melodramma
- 1820: La sacerdotessa d’Irminsul, melodramma eroico
- 1820: La schiava in Bagdad, melodramma
- 1820: La gioventù di Enrico V, melodramma giocoso
- 1821: Cesare in Egitto, melodramma eroico
- 1823: La vestale, melodramma serio
- 1823: Il Temistocle, dramma per musica
- 1824: Alessandro nell’Indie, dramma per musica
- 1825: Amazilia, dramma per musica
- 1825: L’ultimo giorno di Pompei, dramma per musica
- 1827: Gli Arabi nelle Gallie ossia Il trionfo della fede, melodramma serio
- 1828: I crociati a Tolemaide, melodramma serio
- 1829: Il contestabile di Chester, melodramma romantico
- 1831: Il corsaro, melodramma romantico
- 1832: Don Giovanni Tenorio, o Il convitato di pietra
- 1832: Ivanhoe, melodramma
- 1835: Carlo di Borgogna, melodramma romantico
- 1840: Saffo, tragedia lirica
- 1842: La fidanzata corsa, melodramma tragico
- 1843: Maria, regina d’Inghilterra, tragedia lirica
- 1843: Medea, melodramma tragico
- 1845: Lorenzino de’ Medici, tragedia lirica
- 1845: Bondelmonte, tragedia lirica
- 1845: Stella di Napoli, dramma lirico
- 1846: La regina di Cipro, dramma lirico
- 1848: Allan Cameron
- 1857: Niccolò de’ Lapi, melodramma tragico
- 1858: Il saltimbanco, dramma lirico